# بوبو (مغنية)
بوبو (بالألمانية: Bobo)‏ هي مغنية وكاتبة غنائية ألمانية، ولدت في 11 مايو 1966 في Hohenthurm ‏ في ألمانيا.

## وصلات خارجية
- الموقع الرسمي
- بوبو على موقع ميوزك برينز (الإنجليزية)
- بوبو على موقع ميوزك برينز (الإنجليزية)
- بوبو على موقع أول ميوزيك (الإنجليزية)
- بوبو على موقع ديسكوغز (الإنجليزية)